# سیارک ۱۴۰۶۵
سیارک ۱۴۰۶۵ (به انگلیسی: 14065 Flegel، نامگذاری:1996EY5) چهارده هزار و شصت و پنجمین سیارک کشف شده‌است که در ۱۱ مارس ۱۹۹۶ کشف شد.
قدر مطلق سیارک برابر ۱۴.۱ است.